# Joey Schmidt-Muller
Joey „Joe“ Schmidt-Muller, geboren als Josef Schmidt, (* 7. September 1950 in Allschwil) ist ein schweizerisch-australischer Künstler.

## Leben
Joey Schmidt-Muller wurde (als Josef Schmidt) in Allschwil, im Kanton Basel-Landschaft geboren. Nach dem Vorkurs an der Schule für Gestaltung Basel (1 Jahr), absolvierte er eine vierjährige grafische Lehre als Retoucheur beim Birkhäuser Verlag in Basel. Danach grafische Weiterbildung in Zürich und Kapstadt, Südafrika. Erste Zeichnungen und eine Comicfigur entstehen.
Der Entschluss, ein freies Künstlerleben zu führen, bewog ihn 1971 zur Rückkehr in die Schweiz, Niederwald VS, (Bezirk Goms) Kanton Wallis. Die erste Zeit wohnte er bei der Mutter Margarete Schmidt, in einer Dachkammer im Cesar Ritz Haus.
Die dörfliche Idylle behagte ihm nicht auf Dauer. Bald zog er weiter nach Basel, um an der Kunstgewerbeschule erneut Zeichen- und Malunterricht zu nehmen. Erste Kontakte hatte er mit den Basler Künstlern Jean Tinguely (1925–1991), Franz Fedier (1922–2005), Gustav Stettler (1913–2005), Andreas His (1928–2011) und den Mitgliedern der Farnsburggruppe: Joseph Edward Duvanel (1941–1986), Fahrner (1932–1977), Walter Wegmüller (1937–2020), Irène Zurkinden (1909–1987) sowie den Modeschöpfer Fred Spillmann (1915–1986).
Die «Neue Sachlichkeit» war eine wichtige Kunstströmung im Deutschen Reich und umfasst die Zeit der Weimarer Republik von 1918 bis 1933. Sie entstand unmittelbar nach dem Ersten Weltkrieg, mit der Hinwendung vieler Künstler wie Otto Dix und George Grosz zu sozialkritischen Bildthemen und endete 1933 mit der Machtergreifung der Nationalsozialisten.
Die Auseinandersetzung und Transformation mit gesellschaftskritischen, traumatischen und illusionistischen Gedanken, formten ab 2009 Joey’s (Pseudonym "Josua" bis 1986) neue, eigene Stilrichtung, die «Traumatische Sachlichkeit», die als eine Anknüpfung und Weiterführung der «Neuen Sachlichkeit» von 1933 zu verstehen ist. Der Grundgedanke war dabei, wir alle tragen eine Maske, verbergen tagtäglich unsere Gedanken, Ängste und Gefühle. Der Mensch und die Vergänglichkeit stehen im Vordergrund seiner künstlerischen Umsetzung, auf das Wesentliche reduziert, die seine Gedanken mit Hilfe des Sichtbaren verstehbar machen. 2012 erschien der Katalog «Traumatische Sachlichkeit» anlässlich einer Werkschau in der Galerie Haus zum Wolf, in Basel, CH.
2013 verwirklichte er mit der Künstlergruppe H`ART aus Rheinfelden, seine erste Kunstaktion „Red Balloon“, die auf dem Rhein, bei Rheinfelden eine schwimmende rote Grenzlinie zwischen der Schweiz und Deutschland bilden sollte. Die Aktion wurde von der Wasserschutzpolizei unterbrochen. Es folgte 2013 „Red Balloon Extension“ in Weil am Rhein. 2014 „The Vogel Gryff Affair“ auf der Rheinfähre in Basel, 2015 „Live Stream“ in Rheinfelden-Herten und „The blind Passenger“ in Basel, 2016 „Cherry Blossom“ in Unna und „The Snake“ in Eupen, Belgien. 2014 verlässt er die Künstlergruppe H`ART.
2015 Gründungsmitglied der Künstlergruppe White Cube und White Cube reloaded. Seit 2015 Mitglied von Visarte Basel/Schweiz, Berufsverband bildender Künstler. Mitglied der deutschen Künstlergruppe Reflex. Eine neue Episode in seinem künstlerischen Werdegang ist die Kooperation mit dem deutschen Dichter Wernfried Hübschmann.
2018 gründet er zusammen mit Reimund Kasper, Alfred Gockel und Wernfried Hübschmann die Künstlergruppe UNWETTER.

## Ausstellungen (Auswahl)
- 1973–1986: Erste Teilnahme an der 4. ART Basel. Erste Gruppenausstellung in der legendären Katakombe in Basel, CH. Aufnahme in verschiedene Kunstsammlungen in der Schweiz, Deutschland & Israel. Sammlung E. & E. Brodbeck, Basel. Sammlung Otto Markes, Basel. Carl Laszlo Sammlung, Ungarn.
- 1973–2016 Zahlreiche Einzel- & Gruppenausstellungen; Teilnahme an Internationalen Kunstmessen und Galerien in Basel, Zürich, Frankfurt, Berlin, Miami, Palm Beach, New York.
- 2014 ArtDesign Feldkirch
- 2014 Art Fair Spectrum Miami, Miami, USA
- 2015 18. Art Palm Beach, Palm Beach, USA
- 2015 Kunst Messe Frankfurt
- 2015 17. Art International Zurich, Schweiz
- 2015 Artexpo New York, USA
- 2016 "Ouvert et Solidaire", Visarte, Schweiz
- 2017 Dortmunder Museumsnacht
- 2017 1. Biennale Pratteln, Schweiz
- 2017 XI. Biennale Florenz, Italien
- 2018 Haus der Kamener Stadtgeschichte, Kamen
- 2018 10. ART KAMEN
- 2018 Chan Liu Art Museum, Taipei, Taiwan
- 2018 Art Revolution, Taipei, Taiwan
- 2018 Kettenschmiede Museum & Kulturschmiede, Fröndenberg/Ruhr
- 2018 Kunstmesse Art Lingen
- 2019 Art Revolution, Taipei, Taiwan

## Kunstprojekte
- 2015 Joey Schmidt-Muller – Ein Künstlerportrait
- 2016 Heartbeat, ein moderner Totentanz
- 2016 Zeitstau – Kooperation mit dem Dichter Wernfried Hübschmann
- 2017 Mitglied der deutschen Künstlergruppe Reflex
- 2018 Gründungsmitglied der Künstlergruppe UNWETTER
- 2018 Projekt "Die Erschießung der Aufständischen". Hommage à Francisco de Goya
- 2019 Projekt "Goya ruft die Geister", Künstlergruppe UNWETTER

## Publikationen (Auswahl)
- 2001 Video Trailer: Cirque du Soleil, „Alegría“ in Sydney
- 2012 Katalog "Traumatische Sachlichkeit", Galerie Haus zum Wolf, Basel, CH
- 2014 The "10Artists4US" Tour Book, Miami, Palm Beach, New York
- 2014 Katalog "ArtDesign Feldkirch"
- 2014 Katalog "Seestrassengalerie Radolfzell", DE
- 2014 Journal "Nr.3", IBC Überlingen, DE
- 2014 Katalog "Berlinerliste"
- 2014 Wochenzeitung der Freitag, Abteilung Kultur Berlin
- 2015 Art Magazin Biancosuro
- 2015 Katalog "100x200", Galerie Kerstan, Backnang, DE
- 2015 Berlin Art Week 2015
- 2015 Katalog "Berlinerliste 2015"
- 2015 Katalog "ARTe-Preview", Berliner Liste 2015
- 2015 Kunstzeitschrift "Kunst & Auktionen" Juni Ausgabe Nr.10
- 2015 Video Trailer: Rhy Art Fair Basel
- 2015 Video Trailer: Rhy Art Fair Basel
- 2015 Katalog "ArtPul", Pulheim, DE
- 2015 Journal "Nr.2", IBC Überlingen, DE
- 2015 Katalog "KUNST MESSE FRANKFURT 15"
- 2015 Katalog "HAPPY BIRTHDAY 100x100", Galerie Kerstan, Backnang, DE
- 2016 Katalog Art Kamen, DE.
- 2016 Katalog "ArtPul Spot", Eupen, Belgien.
- 2017 Katalog 1. Biennale Pratteln, CH
- 2017 Katalog XIth. Biennale Florenz, IT
- 2017 "Goya" Katalog, Privat Press, DE
- 2017 Kunstzeitschrift "INSIDEART"
- 2018 Katalog „Die Erschießung der Aufständischen“. Hommage à Francisco de Goya, Künstlergruppe REFLEX
- 2018 Katalog ART LINGEN, Atelierspuren
- 2018 "CHAN LIU ART Museum MONTHLY", Magazine
- 2018 "ART REVOLUTION TAIPEI", KATALOG
- 2019 Katalog Goya ruft die Geister, Künstlergruppe UNWETTER